# Fausto Lurati

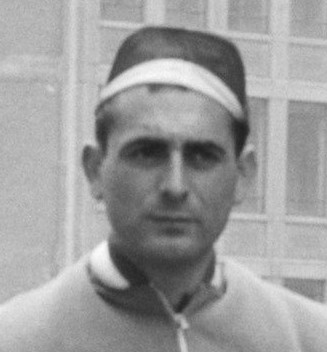
Fausto Lurati (1955)

Fausto Lurati (* 29. August 1929 in Breganzona; † 28. Juli 2015 in Losone) war ein Schweizer Radrennfahrer.

## Sportliche Laufbahn
Lurati war Teilnehmer der Olympischen Sommerspiele 1952 in Helsinki. Im olympischen Strassenrennen wurde er beim Sieg von André Noyelle 50. Die Mannschaft der Schweiz kam in der Mannschaftswertung auf den 9. Rang.
1952 siegte er im Rennen Giro del Mendrisiotto und wurde beim Sieg von Hans Hobi Dritter der Meisterschaft von Zürich. 1952 siegte er auch in der Vier-Kantone-Rundfahrt der Amateure. 1954 gewann er die Bronzemedaille in der nationalen Meisterschaft in der Einerverfolgung, die Hugo Koblet gewonnen hatte. Sein bedeutendster Sieg als Profi war der Gewinn der Nordwestschweizer Rundfahrt 1956. In jenem Jahr bestritt er auch die Tour de France, schied jedoch bereits auf der 2. Etappe aus. Von 1953 bis 1957 startete er als Unabhängiger, dann als Berufsfahrer, wobei er überwiegend im Radsportteam Mondia unter Vertrag stand.